# Glasgow (Delaware)
Glasgow je naseljeno područje za statističke svrhe u američkoj saveznoj državi Delaware. Prema popisu stanovništva iz 2010. u njemu je živjelo 14.303 stanovnika.